# 克钦钝头蛇
克钦钝头蛇（学名：Pareas andersonii），一种分布于印度东北部、缅甸北部及中国云南省等地的爬行动物，隶属于钝头蛇科钝头蛇属。模式产地为缅甸克钦邦克钦山区。本种曾被视为横纹钝头蛇（Pareas margaritophorus）的次定同物异名，2020年研究人员对横纹钝头蛇物种复合体的分类进行了厘定, 结果表明原先纪录广布于亚洲的横纹钝头蛇包含了多个独立演化支系。通过形态比较, 恢复了本种的有效性。

## 保护
本种于2023年被收录入《有重要生态、科学、社会价值的陆生野生动物名录》。